# Scherma in carrozzina ai XVII Giochi paralimpici estivi
Le gare di scherma in carrozzina ai XVII Giochi paralimpici estivi si sono svolt dal 3 al 7 settembre 2024 presso il Grand Palais, a Parigi.

## Formato
Gli atleti sono stati suddivisi in due categorie in base al tipo di disabilità: A e B. In ciascun incontro si sono sfidati atleti appartenenti alla medesima categoria.
Le gare individuali sono state dodici (spada, fioretto, sciabola, ciascuna sia maschile sia femminile) mentre quelle a squadre quattro (non è stata compresa la sciabola, né per gli uomini né per le donne).

## Calendario
| Uomini | Sciabola - A | Fioretto - A | Fioretto a squadre | Spada - A | Spada a squadre |
| Uomini | Sciabola - B | Fioretto - B | Fioretto a squadre | Spada - B | Spada a squadre |
| Donne  | Sciabola - A | Fioretto - A | Fioretto a squadre | Spada - A | Spada a squadre |
| Donne  | Sciabola - B | Fioretto - B | Fioretto a squadre | Spada - B | Spada a squadre |

|  | Finale medaglia d'oro |

## Podi

### Uomini
| Evento                          | Cat.  | Oro                                                  | Argento                                                       | Bronzo                                                            |
| Spada                           | Spada | Spada                                                | Spada                                                         | Spada                                                             |
| ------------------------------- | ----- | ---------------------------------------------------- | ------------------------------------------------------------- | ----------------------------------------------------------------- |
| Spada individuale (dettagli)    | A     | Sun Gang                                             | Piers Gilliver                                                | Hakan Akkaya                                                      |
| Spada individuale (dettagli)    | B     | Dimitri Coutya                                       | Visit Kingmanaw                                               | Michał Dąbrowski                                                  |
| Spada a squadre (dettagli)      | –     | Cina Sun Gang Feng Yanke Zhong Saichun Tian Jianquan | Gran Bretagna Oliver Lam-Watson Piers Gilliver Dimitri Coutya | Francia Ludovic Lemoine Damien Tokatlian Maxime Valet Yohan Peter |
| Fioretto                        |       |                                                      |                                                               |                                                                   |
| Fioretto individuale (dettagli) | A     | Sun Gang                                             | Matteo Betti                                                  | Zhong Saichun                                                     |
| Fioretto individuale (dettagli) | B     | Dimitri Coutya                                       | Feng Yanke                                                    | Hu Daoliang                                                       |
| Fioretto a squadre (dettagli)   | –     | Cina Tian Jianquan Sun Gang Zhong Saichun Feng Yanke | Gran Bretagna Dimitri Coutya Piers Gilliver Oliver Lam-Watson | Francia Yohan Peter Damien Tokatlian Maxime Valet Ludovic Lemoine |
| Sciabola                        |       |                                                      |                                                               |                                                                   |
| Sciabola individuale (dettagli) | A     | Maurice Schmidt                                      | Piers Gilliver                                                | Edoardo Giordan                                                   |
| Sciabola individuale (dettagli) | B     | Feng Yanke                                           | Michal Dabrowski                                              | Zhang Jie                                                         |

### Donne
| Evento                          | Cat.  | Oro                                               | Argento                                                                     | Bronzo                                                               |
| Spada                           | Spada | Spada                                             | Spada                                                                       | Spada                                                                |
| ------------------------------- | ----- | ------------------------------------------------- | --------------------------------------------------------------------------- | -------------------------------------------------------------------- |
| Spada individuale (dettagli)    | A     | Chen Yuandong                                     | Kwon Hyo Kyeong                                                             | Gu Haiyan                                                            |
| Spada individuale (dettagli)    | B     | Saysunee Jana                                     | Kang Su                                                                     | Olena Fedota-Isaieva                                                 |
| Spada a squadre (dettagli)      | –     | Cina Gu Haiyan Zou Xufeng Kang Su Chen Yuandong   | Ucraina Yevheniia Breus Olena Fedota-Isaieva Nataliia Morkvych Nadiia Doloh | Thailandia Aphinya Thongdaeng Duean Nakprasit Saysunee Jana          |
| Fioretto                        |       |                                                   |                                                                             |                                                                      |
| Fioretto individuale (dettagli) | A     | Zou Xufeng                                        | Gu Haiyan                                                                   | Judith Rodriguez Menendez                                            |
| Fioretto individuale (dettagli) | B     | Saysunee Jana                                     | Xiao Rong                                                                   | Beatrice Vio                                                         |
| Fioretto a squadre (dettagli)   | –     | Cina Chen Yuandong Gu Haiyan Xiao Rong Zou Xufeng | Ungheria Éva Andrea Hajmási Zsuzsanna Krajnyák Boglárka Mező Amarilla Veres | Italia Andreea Mogoș Loredana Trigilia Beatrice Vio Rossana Pasquino |
| Sciabola                        |       |                                                   |                                                                             |                                                                      |
| Sciabola individuale (dettagli) | A     | Gu Haiyan                                         | Kinga Dróżdż                                                                | Nino Tibilashvili                                                    |
| Sciabola individuale (dettagli) | B     | Saysunee Jana                                     | Xiao Rong                                                                   | Olena Fedota-Isaieva                                                 |